# Armenteule
Armenteule est une ancienne commune française, située dans le département des Hautes-Pyrénées, en région Midi-Pyrénées, devenue le 1er janvier 2016 une commune déléguée au sein de la commune nouvelle de Loudenvielle.

## Géographie

### Localisation
Cette ancienne commune se situe en Bigorre dans le Pays d'Aure, en vallée du Louron.

### Communes limitrophes

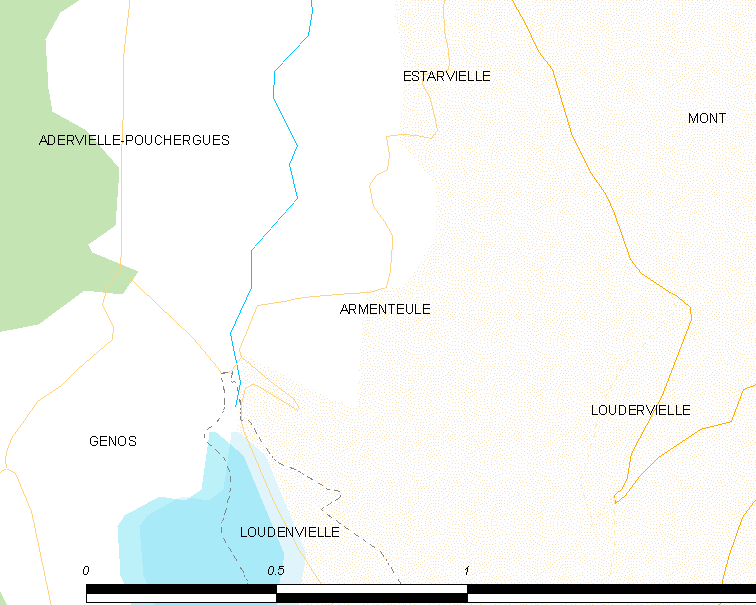
Carte de la commune d'Armenteule et des proches communes.

| Adervielle-Pouchergues | Estarvielle  |              |
|                        | Armenteule   | Loudervielle |
| Génos                  | Loudenvielle |              |

## Toponymie

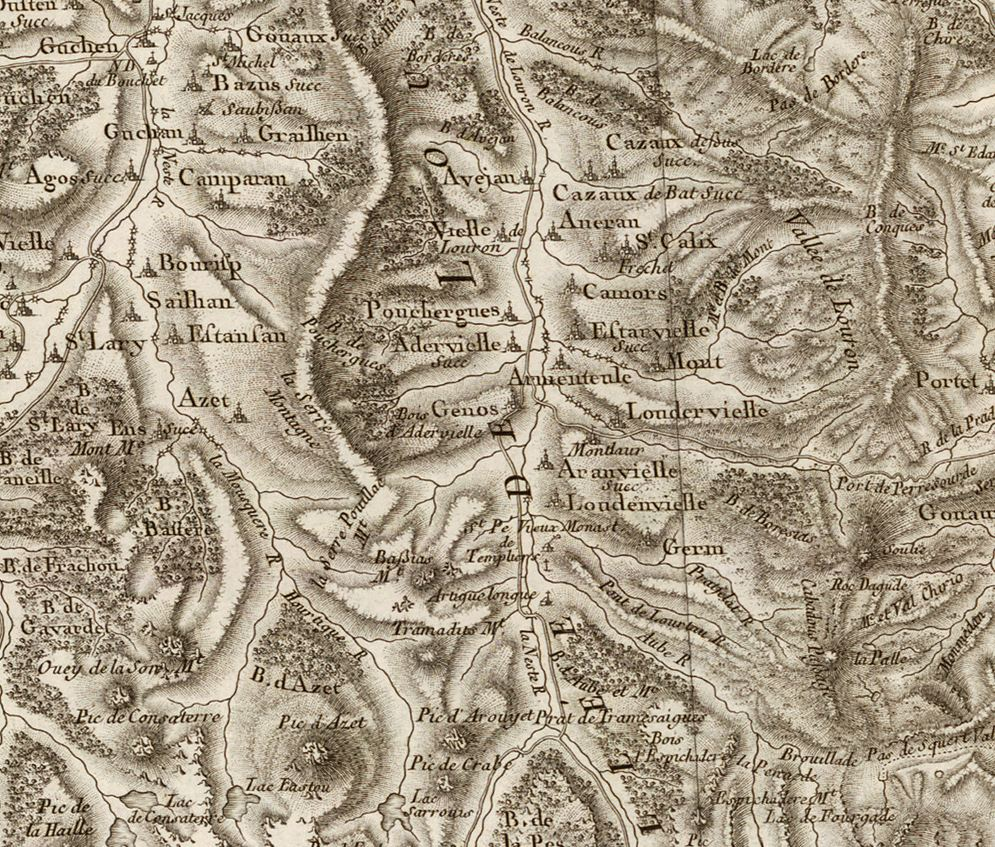
Extrait de la carte de Cassini (entre 1756 et 1789) situant Armenteule.

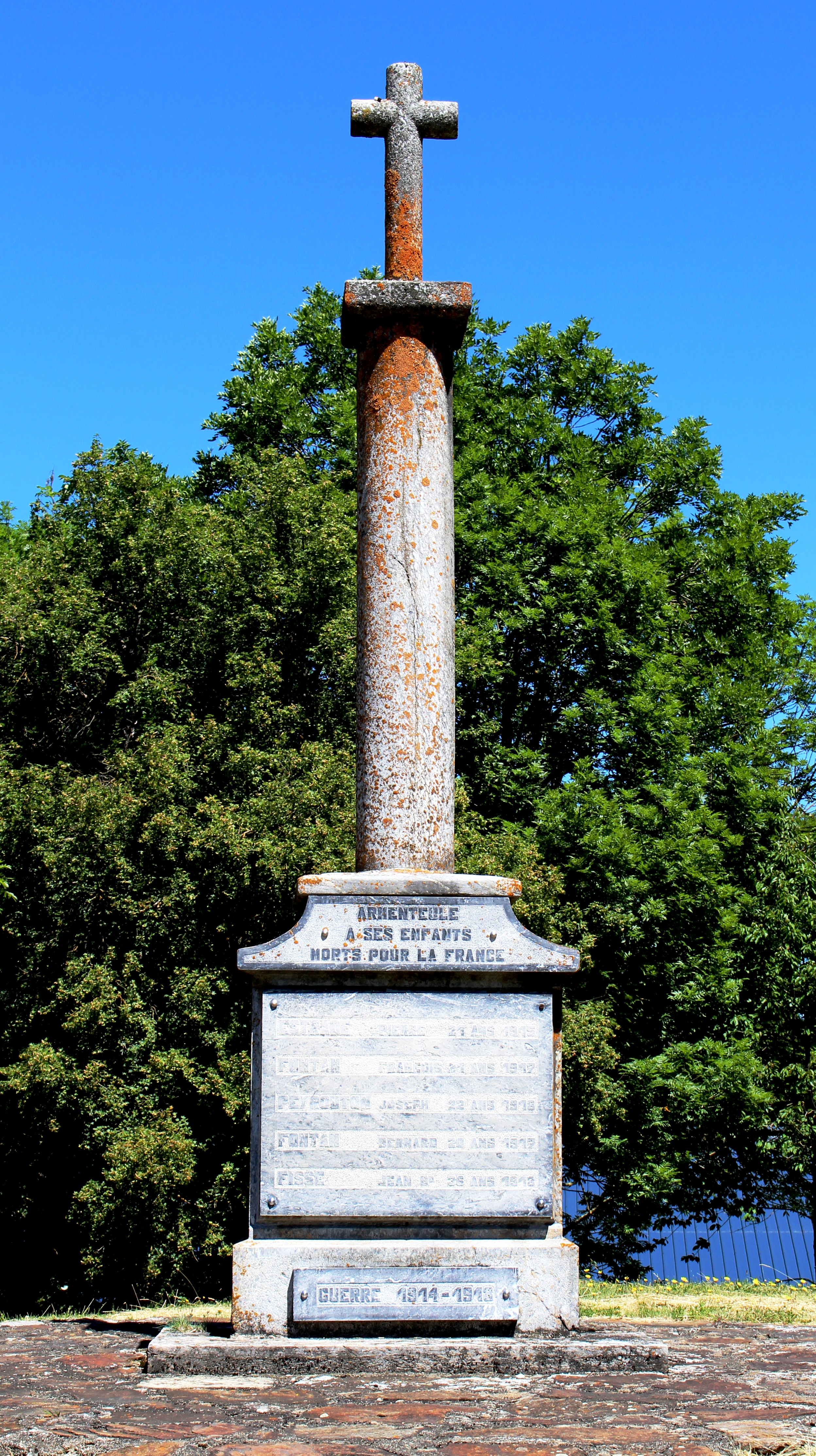
Le monument aux morts.

On trouvera les principales informations dans le Dictionnaire toponymique des communes des Hautes Pyrénées de Michel Grosclaude et Jean-François Le Nail qui rapporte les dénominations historiques du village :
Dénominations historiques :
- Armeter Bila,   (milieu du XIIIe siècle ,   Actes Bonnefont).
- Lop d’Armentiervila ,  (1249, Actes Bonnefont).
- de Armentevilla,  latin (1387, pouillé du Comminges).
- Armenteulle ,  (1767, Larcher, cartulaire du Comminges).
- Armenteoïelle ,  (1790, Département 1).

Nom occitan :  Armentèula.

Du latin Armentum, « lieu d' élevage du gros bétail », avec le suffixe –ola.

## Histoire

### Cadastre d'Armenteule
Le  plan cadastral napoléonien d' Armenteule est consultable sur le site des Archives départementales des Hautes-Pyrénées 

## Politique et administration

### Liste des maires
| Période                                  | Période       | Identité       | Étiquette | Qualité |
| ---------------------------------------- | ------------- | -------------- | --------- | ------- |
| Les données manquantes sont à compléter. |               |                |           |         |
| mars 2001                                | mars 2014     | André Ousteau  |           |         |
| mars 2014                                | décembre 2015 | Jacques Rocher |           |         |

## Population et société

### Démographie
L'évolution du nombre d'habitants est connue à travers les recensements de la population effectués dans la commune depuis 1793. À partir du 1er janvier 2009, les populations légales des communes sont publiées annuellement dans le cadre d'un recensement qui repose désormais sur une collecte d'information annuelle, concernant successivement tous les territoires communaux au cours d'une période de cinq ans. 
Pour les communes de moins de 10 000 habitants, une enquête de recensement portant sur toute la population est réalisée tous les cinq ans, les populations légales des années intermédiaires étant quant à elles estimées par interpolation ou extrapolation. Pour la commune, le premier recensement exhaustif entrant dans le cadre du nouveau dispositif a été réalisé en 2005,.
En 2013, la commune comptait 55 habitants, en évolution de −12,7 % par rapport à 2008 (Hautes-Pyrénées : −0,31 %, France hors Mayotte : +2,49 %).
| 1793 | 1800 | 1806 | 1821 | 1831 | 1836 | 1841 | 1846 | 1851 |
| ---- | ---- | ---- | ---- | ---- | ---- | ---- | ---- | ---- |
| 73   | 68   | 99   | 72   | 97   | 91   | 87   | 86   | 84   |

| 1856 | 1861 | 1866 | 1872 | 1876 | 1881 | 1886 | 1891 | 1896 |
| ---- | ---- | ---- | ---- | ---- | ---- | ---- | ---- | ---- |
| 88   | 80   | 72   | 60   | 71   | 63   | 65   | 65   | 49   |

| 1901 | 1906 | 1911 | 1921 | 1926 | 1931 | 1936 | 1946 | 1954 |
| ---- | ---- | ---- | ---- | ---- | ---- | ---- | ---- | ---- |
| 60   | 50   | 51   | 52   | 46   | 41   | 33   | 41   | 32   |

| 1962 | 1968 | 1975 | 1982 | 1990 | 1999 | 2005 | 2010 | 2013 |
| ---- | ---- | ---- | ---- | ---- | ---- | ---- | ---- | ---- |
| 31   | 29   | 36   | 32   | 31   | 29   | 56   | 60   | 55   |

## Culture locale et patrimoine

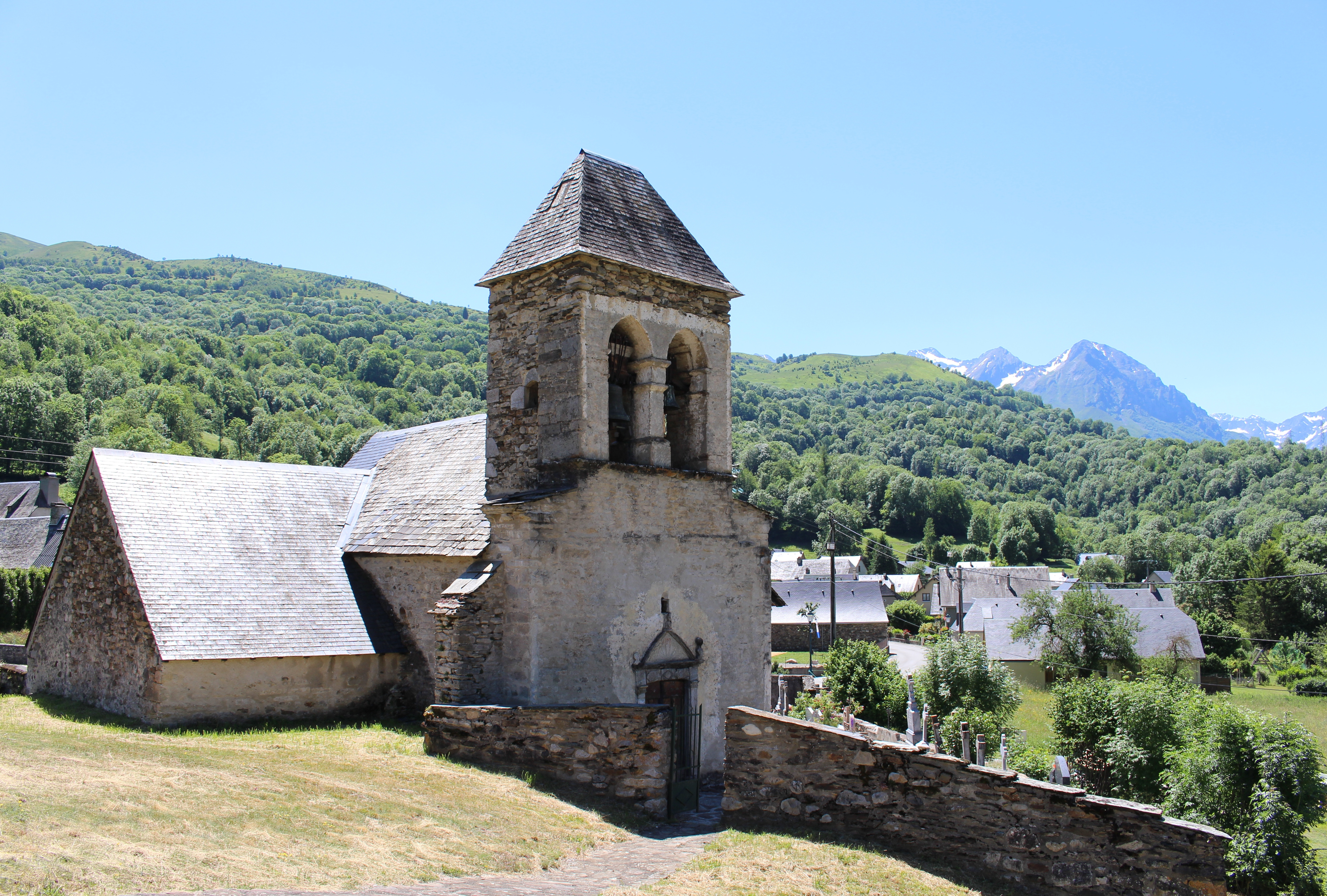
L'Église Saint-Félix.

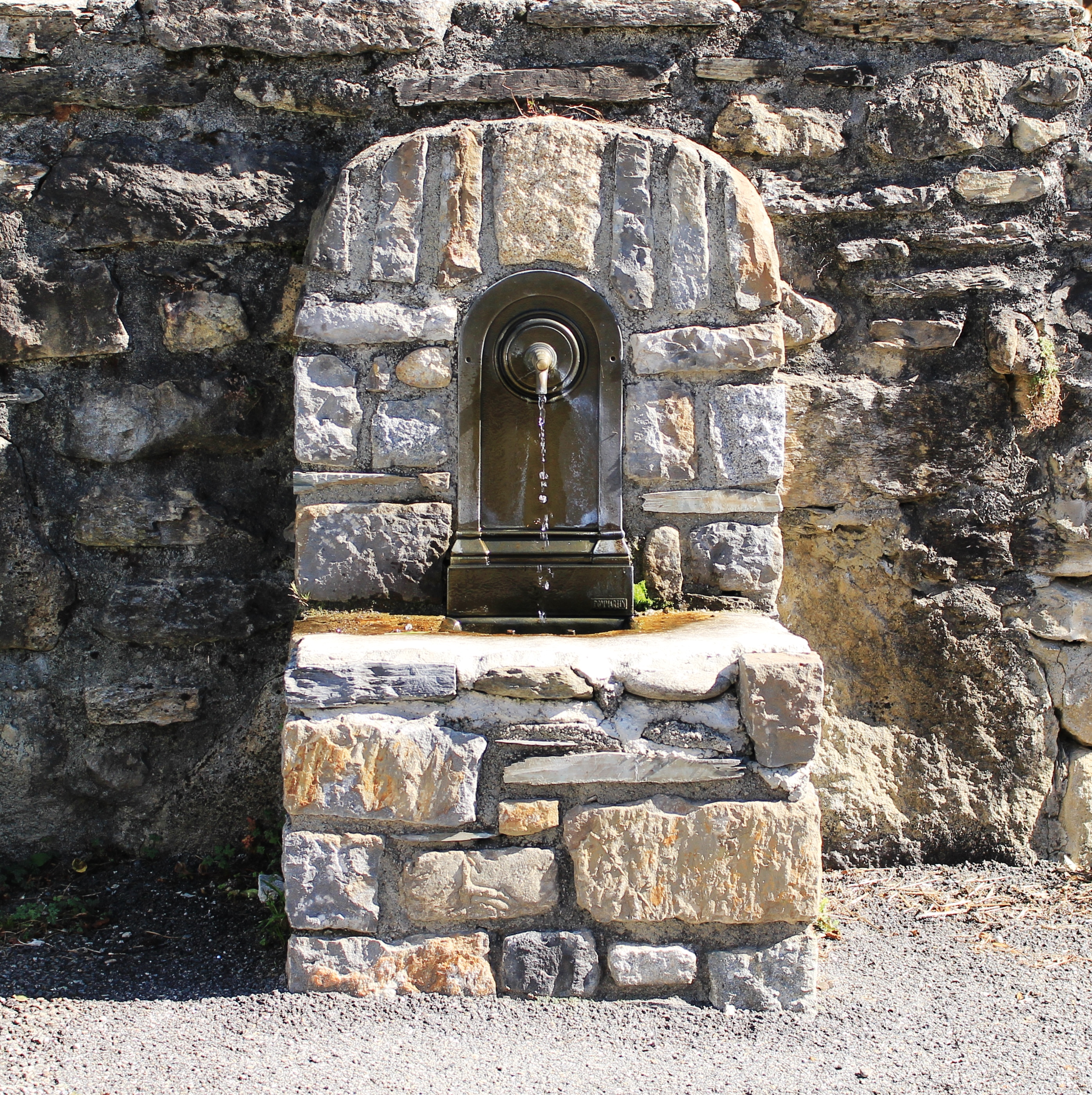
La fontaine.

### Lieux et monuments
- Église Saint-Félix d'Armenteule.

### Héraldique
| Blason | Blasonnement : D'azur aux deux oies contournées d'argent passant sur une terrasse de sinople, accompagnées au point du chef d'une étoile aussi d'argent, à la bordure cousue de sinople chargée de six besants d'or. Commentaires : Officiel. |